# Mashup (internetapplicatie)
Een mashup is een webpagina of -applicatie waar gegevens uit meerdere bronnen gecombineerd en gezamenlijk gepresenteerd worden.
Een mashup verschilt van een portaal in die zin, dat bij portalen gegevens uit verschillende bronnen naast elkaar gepresenteerd worden, waar deze bij een mashup gecombineerd worden.

## Typen mashup
De meeste mashups zijn niet strikt in een type te bevatten maar zijn een combinatie van de onderstaande factoren.

### Combineren
Bij een combinerende mashup worden verschillende typen gegevens gecombineerd. Populair zijn combinaties van gegevens met geografische coördinaten met Google Maps, waarbij gegevens op de betreffende locatie van een landkaart of satellietbeeld worden getoond.

### Verzamelen
Bij verzamelmashups worden gegevens uit verschillende bronnen die ongeveer gelijke informatie bevatten samengevoegd tot een lijst van gegevens. 
Een voorbeeld is een website waar tv-programmainformatie uit de websites van de verschillende omroepen en kanalen verzameld wordt tot een overzicht.

### Zoeken
Bij zoekmashups worden verschillende websites doorzocht om een specifiek element uit een aantal sites te kunnen vergelijken. Vaak gaat het om vergelijkingssites, die kijken bij welke webwinkel of reisbureau een bepaald product of reis het goedkoopst is.

### Aggregeren
Bij het aggregeren worden gegevens uit een aantal bronnen samengevoegd, soms gecombineerd met een filter. Verschil met verzamelen is dat de gegevens vaak in een gestandaardiseerd formaat zijn. Dit wordt het vaakst gebruikt in combinatie met RSS.

## Bouwen van mashups
Het maken van een mashup kan op vele manieren. De bronwebsites kunnen hun gegevens beschikbaar stellen via een API. Als dit niet gebeurt, dan moet er een specifieke adapter of schraper voor een website worden gemaakt. Als de brongegevens in een bruikbaar formaat beschikbaar zijn, moeten ze gekoppeld en worden gecombineerd. Een programmeur kan dat geheel zelf doen, door gebruik te maken van een webprogrammeertaal als PHP. Ook kan er gebruikgemaakt worden van een mashupprogramma zoals Yahoo! Pipes of de RoboSuite van Kapow.
Technisch zijn mashups op te delen in diegene die geheel in de browser lopen en diegene waarbij de gegevens uit verschillende bronnen op een webserver gecombineerd worden en dan pas naar de browser sturen. Het eerste type is vaak sneller maar er zijn minder krachtige bewerkingsmogelijkheden.